# Les Quatre Libertés
Vous lisez un « bon article » labellisé en 2016.
Pour les articles homonymes, voir Quatre libertés (homonymie).
Les Quatre Libertés est une série de quatre tableaux peints par Norman Rockwell en 1943, qui comptent parmi les plus célèbres de sa carrière. Ces œuvres mettent en image un discours fondateur du président Franklin Delano Roosevelt et témoignent de l'engagement de l'illustrateur américain dans l'effort de guerre des États-Unis. Les tableaux représentent la liberté de parole, la liberté de culte, celle de vivre à l'abri de la peur et celle de vivre à l'abri du besoin. Ils atteignent au fil du temps une dimension iconique qui dépasse le cadre historique de la Seconde Guerre mondiale.
Le projet de Rockwell démarre pourtant avec difficulté car il ne rencontre pas l'assentiment des autorités gouvernementales chargées de la propagande de guerre, à une époque où il est vital de stimuler l'adhésion populaire à la poursuite de la guerre ; mais le magazine The Saturday Evening Post, auquel Rockwell contribue régulièrement, finit par passer lui-même la commande. La publication en février et mars 1943 rencontre un succès immédiat et considérable, qui conduit à imprimer et distribuer des milliers puis des millions de brochures reprenant les œuvres. Leur large diffusion sous forme d'affiches participe à leur notoriété. Une tournée à travers le pays contribue à faire connaître les œuvres et à faire vendre de très nombreuses obligations de guerre. 
Les tableaux originaux sont désormais conservés au musée Norman Rockwell à Stockbridge aux États-Unis.

## Contexte

### Discours des Quatre Libertés

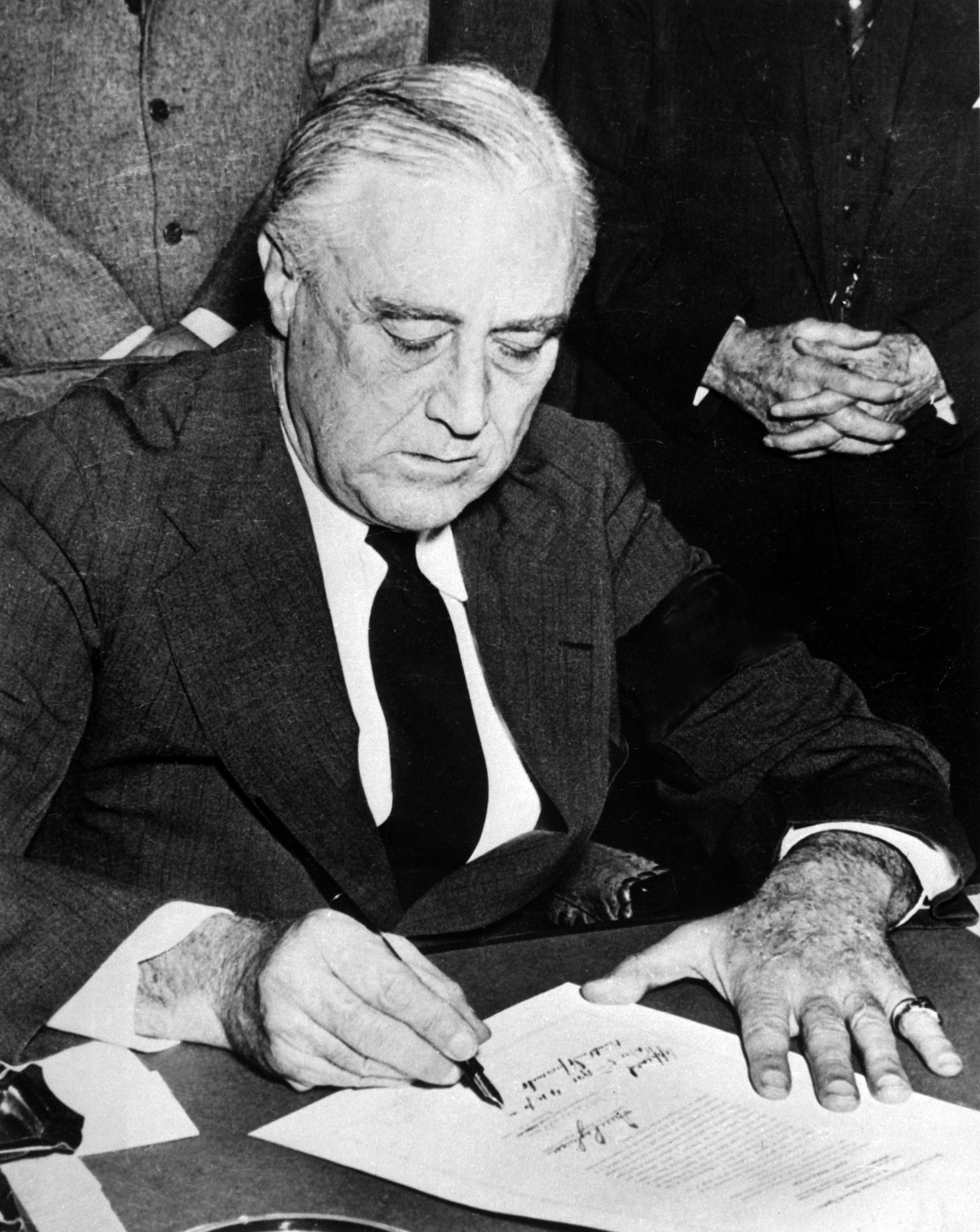
Le président Roosevelt, au moment de la signature de la déclaration de guerre contre le Japon (8 décembre 1941).

Tout au long de sa carrière politique, Franklin Roosevelt se fait l'avocat de la cause des droits de l'Homme. Dans son discours annuel au Congrès sur l'état de l'Union, prononcé le 6 janvier 1941 alors que l'Allemagne nazie occupe une grande partie de l'Europe occidentale, il énonce sa vision d'un avenir meilleur, basé sur quatre libertés : « Dans l'avenir, que nous cherchons à rendre sûr, nous attendons avec impatience un monde fondé sur les quatre libertés humaines essentielles. » Il s'agit de la liberté de parole, de la liberté de culte, de la liberté de vivre à l'abri de la peur et de la liberté de vivre à l'abri du besoin. Parmi ces libertés, certaines appartiennent à une certaine tradition du discours politique américain, mais d'autres sont nouvelles : seules la liberté de parole et la liberté de culte, issues du Bill of Rights, sont inscrites dans la Constitution des États-Unis.
Ces principes donnent au discours du 6 janvier le nom sous lequel il est connu depuis lors : le « discours des quatre libertés ». À travers lui, le président témoigne de sa vision d'une extension partout dans le monde de l'idéal américain en faveur des libertés individuelles. C'est un discours qui vise à la fois à identifier les objectifs du pays, qui entrera en guerre quelques mois plus tard, et à révéler l'espoir que le président place dans le monde d'après. Il permet d'attirer l'attention du Congrès et de l'ensemble de la nation sur les besoins liés à une possible entrée en guerre, mais aussi de justifier l'inévitable conflit armé par des objectifs idéologiques, tout en appelant à l'universalité de la croyance américaine en la liberté. La guerre à venir est ainsi assimilée à un combat pour la liberté.

Les quatre tableaux de Norman Rockwell, inspirés par le discours des quatre libertés de Roosevelt.
La Liberté de parole
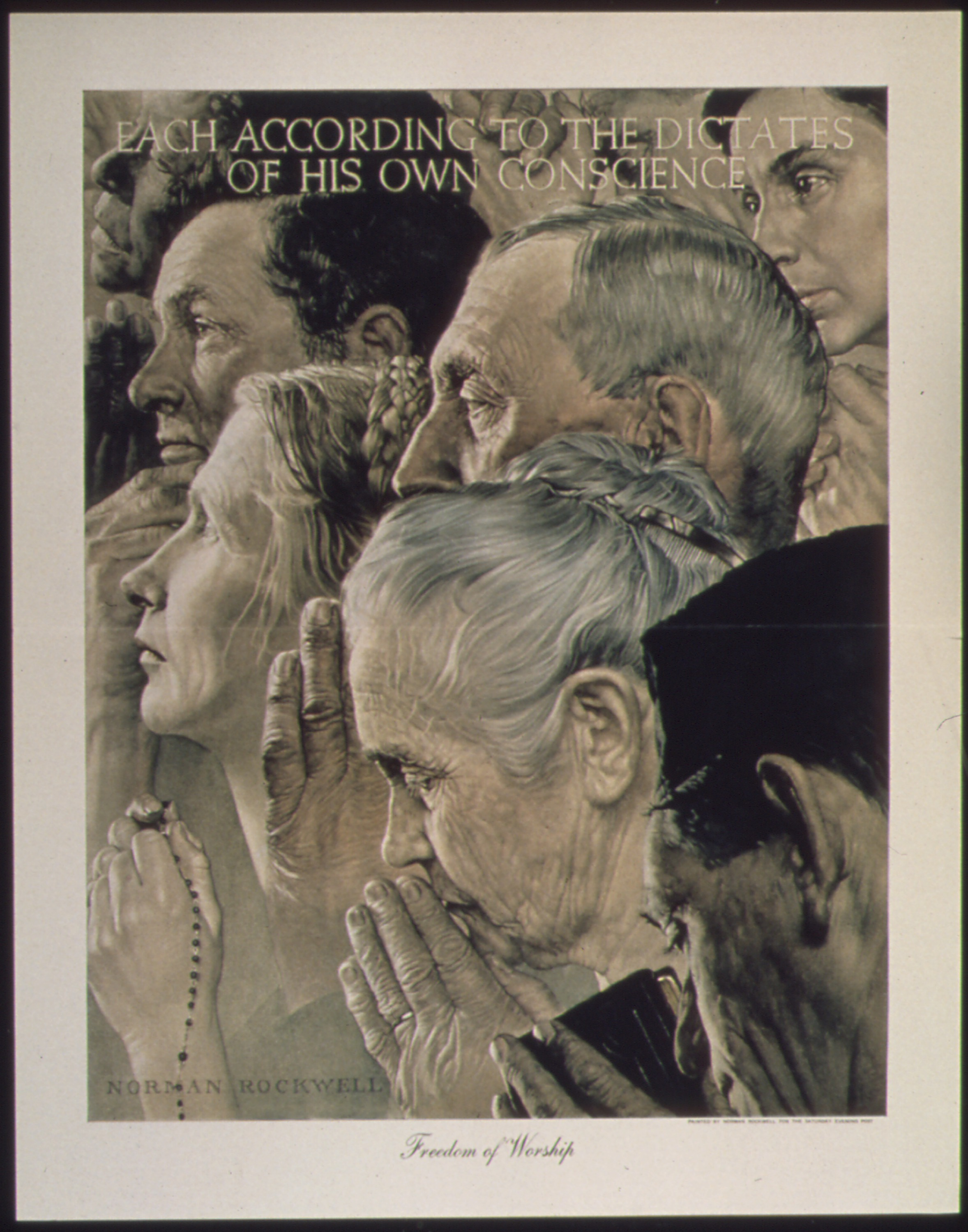
La Liberté de culte
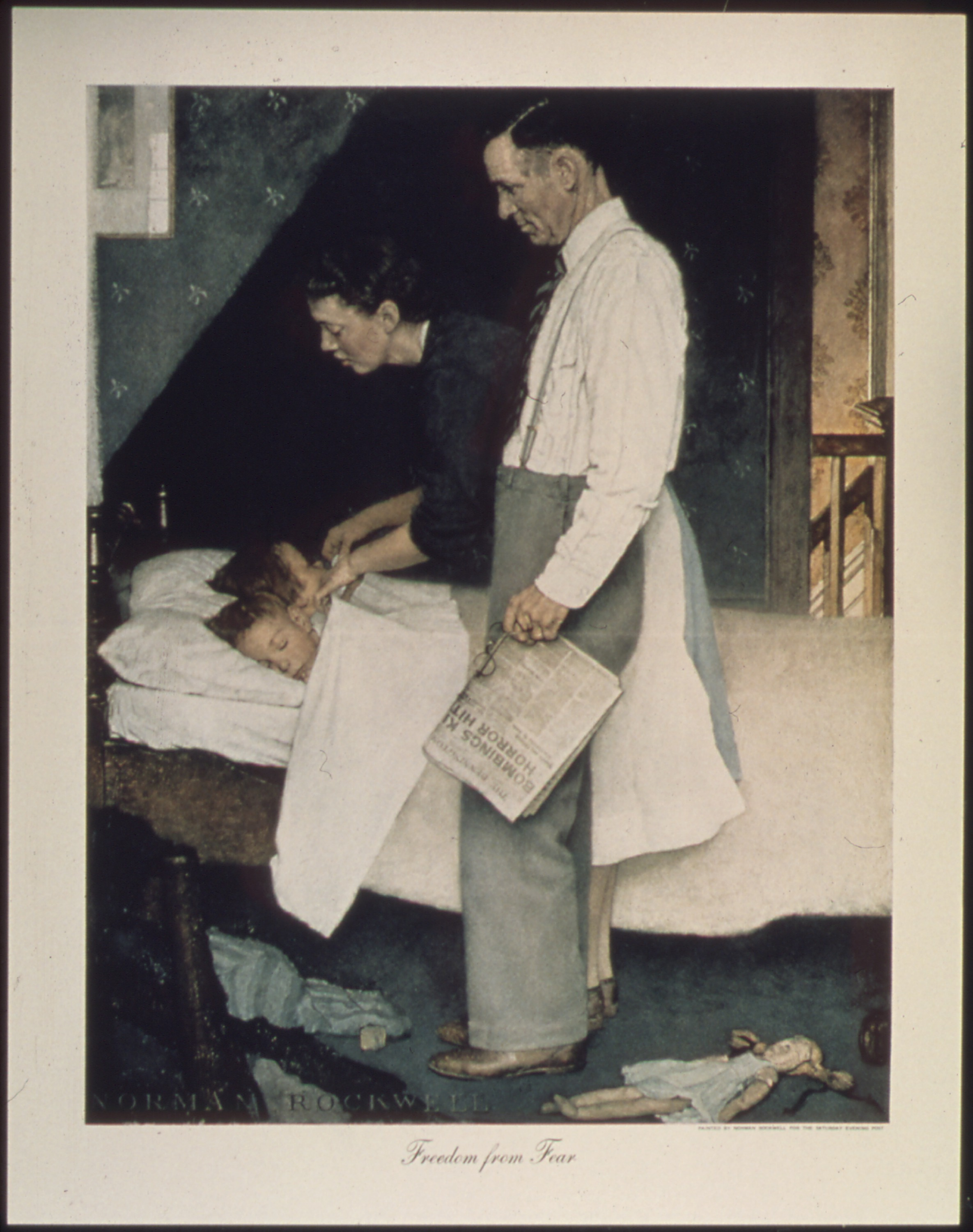
À l'Abri de la peur
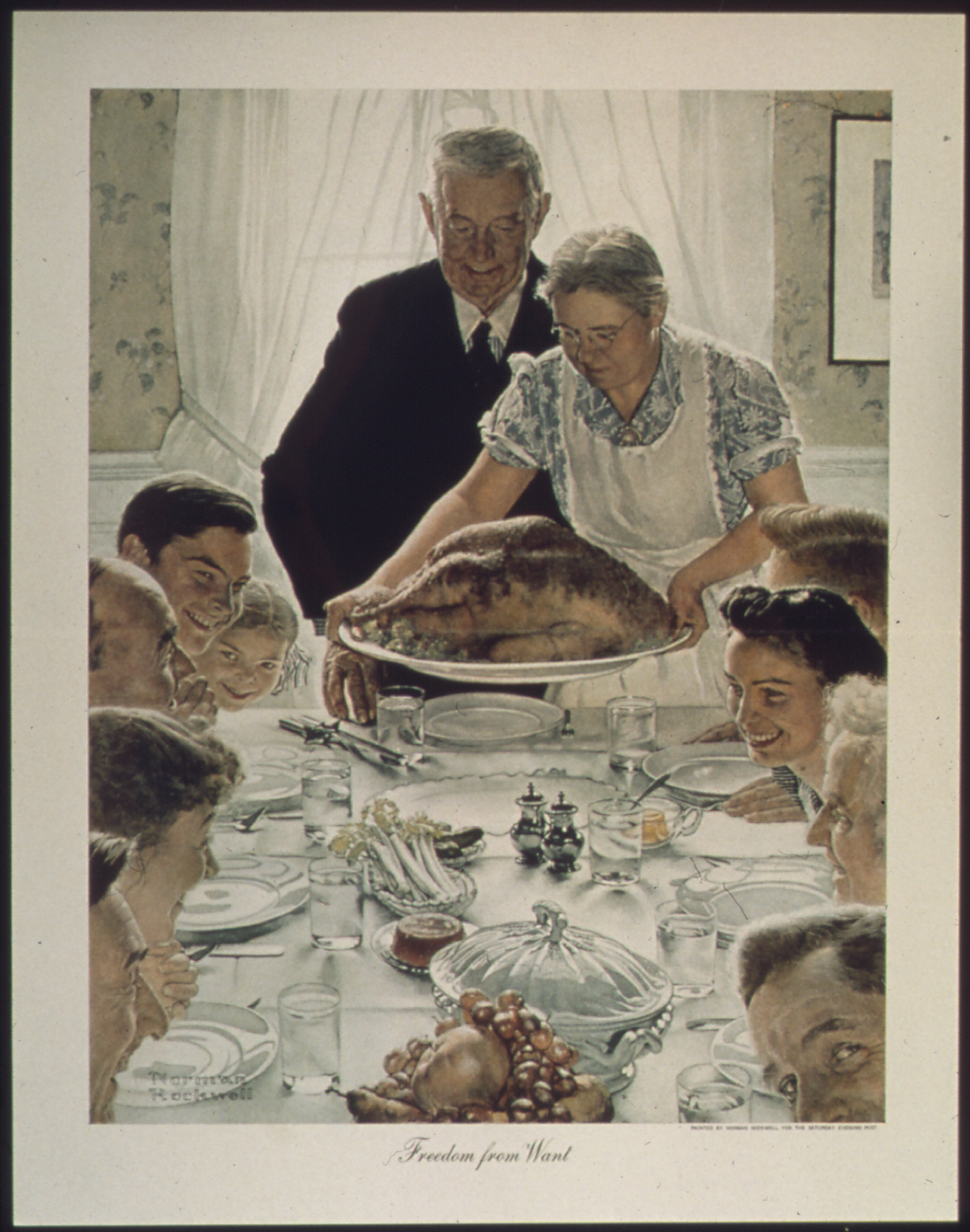
À l'Abri du besoin

### Rockwell et l'effort de guerre

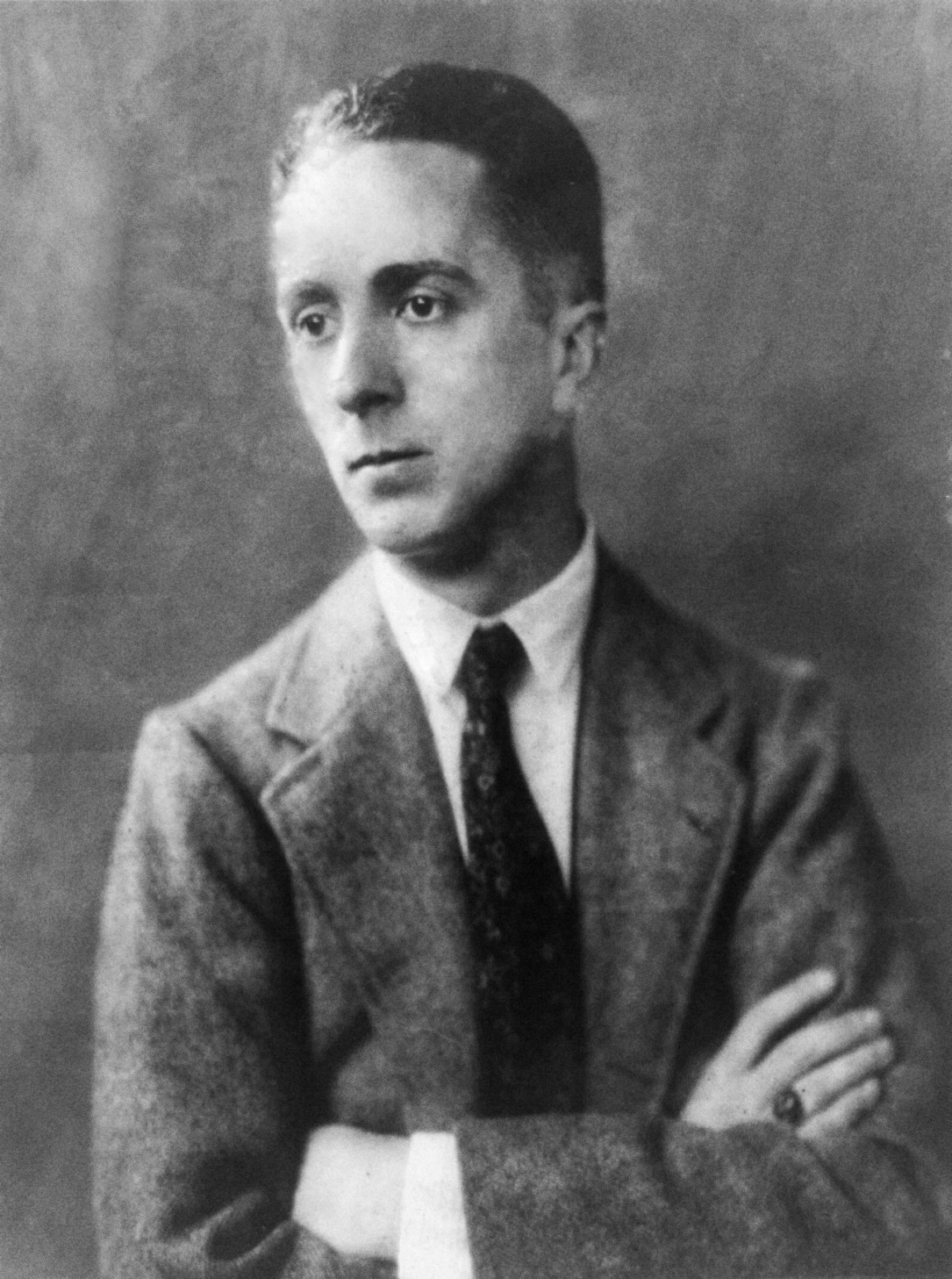
Norman Rockwell en 1921.

De 1916 à 1963, Rockwell réalise 321 couvertures pour le Saturday Evening Post, qui fut longtemps l'un des magazines les plus lus aux États-Unis. À une époque où la forme médiatique la plus populaire est celle des illustrations en couleur pour les magazines à grand tirage, Rockwell devient une célébrité nationale dont le seul rival est Walt Disney en termes de popularité parmi les artistes graphiques de l'époque.
Dès l'entrée en guerre des États-Unis, les couvertures de Rockwell focalisent sur l'aspect humain de l'effort de guerre américain. Ses illustrations visent à encourager cet effort, à travers la promotion des obligations de guerre mais aussi du travail des femmes ainsi que de l'engagement militaire des hommes. Différents thèmes y sont traités : le patriotisme, l'absence des proches, les modifications des rôles entre hommes et femmes, le regroupement, l'amour, le travail et la famille. Par la manière dont il travaille comme illustrateur de magazine pendant la guerre, Rockwell est parfois comparé à Winslow Homer, qui travaillait de même pour Harper's Weekly pendant la Guerre de Sécession. Pour bon nombre d'observateurs, les quatre tableaux de Rockwell ont contribué à ce que les « quatre libertés » de Roosevelt deviennent un objectif partagé par tous.
Ce thème des quatre libertés devient rapidement un thème important pour le groupe Artists for Victory (Les Artistes pour la Victoire). Il s'agit d'une des nombreuses associations d'artistes qui fournissent au gouvernement les supports artistiques promotionnels demandés pour la conduite de la guerre. Le groupe contribue également à mettre en place des expositions sur la paix mondiale.
Bien qu'il soit perçu comme apolitique et qu'il se déclare lui-même mal à l'aise avec « les grands sujets », Rockwell prône « la tolérance envers les différences, la courtoisie, la gentillesse, et les libertés énoncées par Roosevelt ». Pour lui, ces libertés valent qu'on se batte pour elles, et il consent à de nombreuses contributions en faveur de l'effort de guerre, bien au-delà de ses quatre tableaux. Il est très connu pour sa création du personnage récurrent de Willie Gillis, un personnage de soldat idéalisé, ainsi que pour la célèbre Rosie la riveteuse dont il reprend le thème en 1943. D'autres titres de tableaux de Rockwell sont passés à la postérité, comme War News (Des nouvelles de la guerre) ou encore Homecoming Soldier (Le Retour du soldat). Il encourage le soutien financier aux coûts de la guerre, grâce à des affiches comme Hasten the Homecoming (Faites-les rentrer plus vite) en 1943.

## Création et publication

### Un démarrage difficile
En 1939, Rockwell s'installe à Arlington dans le Vermont, une ville où ont déjà vécu de nombreux artistes comme Robert Frost, Rockwell Kent ou encore Dorothy Canfield Fisher. Parlant de la ville qu'il quitte, New Rochelle dans l’État de New York, Rockwell dit : « Je n'y tenais plus… La ville [de New Rochelle] semblait empreinte de tout ce qui j'y avais subi ». Il y avait vécu un divorce et mené une vie assez dissolue. D'autres artistes comme John Atherton ou Mead Schaeffer s'installent à Arlington peu après Rockwell. Tous ces artistes résidents, y compris Rockwell, se soutiennent mutuellement et embauchent des habitants de la ville comme modèles amateurs. En croisant ses usages de la photographie et de modèles vivants d'Arlington, Rockwell parvient à peindre en à peu près une heure ce qu'il appelle « des humains qui ont l'air humain », généralement des travailleurs, au lieu d'y consacrer une journée entière avec des modèles professionnels. Il paie ses modèles sans générosité excessive : Rose Hoyt, qui pose pour trois séances de photographie pour La Liberté de parole et La Liberté de culte, touche 15 $ (l'équivalent de 216,51 $ en 2015) pour l'ensemble des séances.
Quand les États-Unis entrent en guerre en 1941, le pays dispose de trois agences chargées de la propagande de guerre : le Bureau des Données et Statistiques (OFF), la division de l'information du Bureau de Gestion des Crises (OEM), et le Bureau des Rapports Gouvernementaux (OGR),. Le Bureau OFF a pour responsabilité de commander des œuvres d'art et d'animer un groupe d'écrivains sous l'autorité du directeur de la Bibliothèque du Congrès Archibald MacLeish. Au milieu de l'année 1942, le Bureau d'Information sur la Guerre — Bureau of War Information — constate qu'en dépit des efforts de diffusion de l'OFF à travers brochures, affiches, stands et autres médias, seul un tiers de la population a entendu parler des Quatre Libertés de Roosevelt, et que seule une personne sur 50 peut les nommer.
En 1942, Rockwell est âgé de 48 ans. Cela fait trente ans qu'il travaille comme illustrateur professionnel, et il connaît un véritable succès. De plus, c'est en 1942 que son personnage Willie Gillis commence à devenir célèbre. C'est toutefois une année complexe pour le Post : son directeur Wesley W. Stout, qui avait succédé à Lorimer en 1936, est remplacé par Ben Hibbs afin de relancer les ventes du magazine. En effet, Stout publie au début de l'année 1942 un article dont le titre est « Ce qu'on reproche au Juif » (« The Case Against the Jew ») qui entraîne une chute des abonnements et des contrats publicitaires. Le journal semble alors dans une passe financière difficile.
Le 24 mai 1942, Rockwell se rend au Pentagone pour faire valider un projet d'affiche en soutien à l’Ordnance Corps qui est l'un des principaux corps chargés de la logistique dans l'armée américaine. Robert P. Patterson, qui est alors sous-secrétaire à la Guerre, lui suggère certaines modifications. Ce même jour, Rockwell rencontre Thomas Mabry qui appartient à la division graphique du Bureau OFF, division chargée de coordonner la production d'affiches et de posters liés au thème de la guerre. Mabry, qui est l'ancien directeur du MoMA de New York, lui fait part du besoin de produire des œuvres qui relaient le message des quatre libertés. De retour chez lui, Rockwell pense à la Charte de l'Atlantique, qui en 1941 reprenait explicitement certaines des quatre libertés.
Rockwell garde en mémoire une scène vécue dans une réunion municipale lors de laquelle une personne exprimait une opinion très minoritaire mais avait tout de même pu prendre la parole, et avait été écouté avec respect alors même qu'il était seul de son avis. L'artiste s'inspire de cette scène pour illustrer La liberté de parole, et il décide d'employer ses voisins comme modèles pour créer une série d'affiches reprenant les thèmes des quatre libertés telles qu'énoncées par Roosevelt. Pendant trois jours, il dessine des esquisses au fusain pour cette série, bien que certaines sources parlent plutôt d'esquisses en couleurs. L'intention de Rockwell, dans un élan de patriotisme, est de se rendre à Washington et d'offrir gracieusement ses services au gouvernement. À la mi-juin, en compagnie de Schaeffer, il emporte quatre esquisses à Washington où ils s'installent à l'hôtel Mayflower puis partent en quête de commandes d'œuvres d'art au service de la guerre. Il rencontre à nouveau Patterson qui lui prête peu d'attention, et il se rend au tout nouveau Office de l'information de guerre (OIG) — Office of War Information — où on lui dit : « lors de la dernière guerre, on a laissé des illustrateurs comme vous réaliser des affiches. Mais pour cette guerre-ci, ce sont des peintres que nous allons employer, de vrais artistes, ».

### Commande duPost
Rockwell ne parvient donc pas à convaincre le gouvernement américain de publier son projet. Mais quand Schaeffer et lui retournent dans le Vermont le 16 juin, ils font une halte à Philadelphie pour y rencontrer le nouveau directeur du Post, Ben Hibbs. D'après plusieurs sources, cette rencontre aurait été impromptue, mais les avis divergent à ce sujet. Hibbs apprécie les esquisses de Rockwell pour les Quatre Libertés et lui donne deux mois pour mener à bien ce travail, en le libérant des commandes de couverture initialement prévues. Dans un courrier daté du 24 juin, la direction du Post précise qu'il s'agit de publier à la fois la série d'illustrations de Rockwell, et celle de Schaeffer. Le 26 juin, le directeur artistique du Post James Yates donne connaissance à Rockwell de son projet de mise en page des tableaux, qui seront accompagnés d'un ou plusieurs textes écrits par le président Roosevelt.

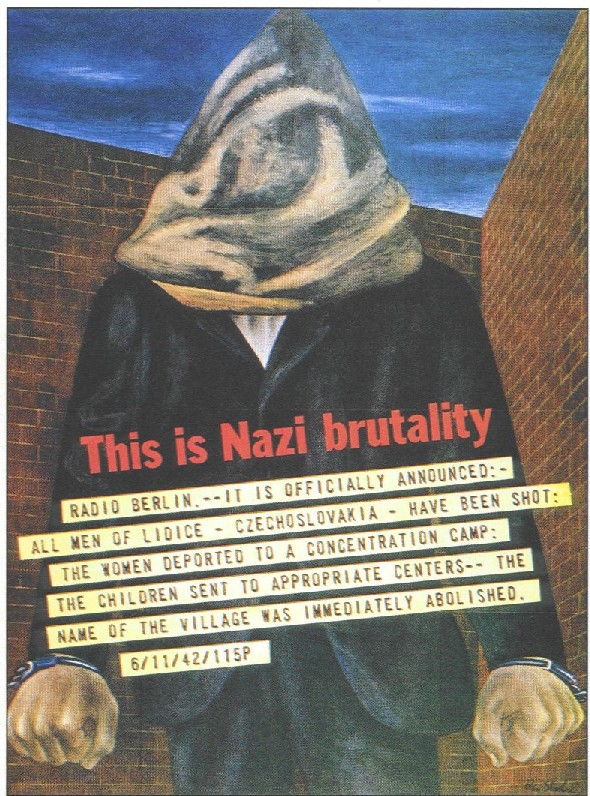
Affiche de propagande anti-nazie de Ben Shahn, 1943.
Ben Shahn fait partie des illustrateurs avec lesquels Rockwell est en concurrence pour obtenir des commandes de l'État américain.

Tout au long de l'été, Rockwell doit faire face à de nombreux éléments perturbateurs. Un gastro-entérologue de Manhattan lui conseille de subir une intervention dont la nature reste inconnue. Il doit répondre à des commandes provenant d'autres magazines, et traiter de questions liées à certains droits de reproduction. Il s'est également engagé à honorer une commande auprès des boy-scouts. Pris par le temps, Rockwell fait son possible pour éviter toute nouvelle commande. En octobre, le Post envoie son directeur artistique à Arlington pour faire le point sur l'avancée de ses travaux. C'est à peu près à la même époque que l'Office de l’information de guerre (OIG) reprend contact avec Rockwell, en dépit de la vive opposition de Francis Brennan, le directeur de la division des arts graphiques. C'est même toute la division des écrivains de ce bureau qui démissionne lorsque Rockwell est choisi par l'OIG. Ils produisent à cette occasion un communiqué de presse qui affirme que l'OIG est sous la coupe de « puissants groupes de pression qui préfèrent produire de la publicité de bas étage plutôt que de l'information honnête. Ces groupes ont l'intention de traiter les hommes et les femmes d'Amérique comme des consommateurs stupides et grégaires ». D'autres protestations émanent d'un groupe de personnes à l'OIG qui soutiennent le travail de Ben Shahn : Shahn n'est pas sollicité pour le travail de communication de guerre car son œuvre n'est pas jugée assez attirante. Plusieurs autres artistes, en revanche, reçoivent des commandes pour soutenir l'effort de guerre, dont Jean Carlu, Gerard Hordyke, Hugo Ballin et Walter Russell. Russell aborde d'ailleurs lui aussi le thème des quatre libertés dans un monument (en) qui est inauguré en 1943 au Madison Square Garden à New York avant d'être installé en Floride en 1944.
Rockwell met sept mois pour réaliser sa série de tableaux, qui est achevée en fin d'année. Il s'avoue pétrifié par l'enjeu de la commande : dans une interview au New Yorker trois ans plus tard, il juge que c'est un ouvrage plutôt digne de Michel-Ange que de lui-même,. Il aurait perdu 10 livres (4,5 kg) pendant cette période. Alors que son œuvre touche à son terme, il trouve sans doute une nouvelle motivation en apprenant les difficultés militaires des Alliés, ce qui confirme l'importance du travail qu'il accomplit. Parmi ses modèles apparaissent une certaine Mme Harrington qui prête ses traits à la vieille femme pieuse dans La liberté de culte, et un homme nommé Jim Martin qui apparaît dans les quatre tableaux de la série, et surtout dans À l'abri de la peur. Le but est de rappeler à l'Amérique ce pour quoi elle se bat : pour défendre les libertés de parole et de culte, ainsi que les libertés de vivre à l'abri du besoin et de la peur. Il s'agit de montrer au public américain en quoi ces concepts abstraits peuvent avoir un lien avec sa vie réelle. Tous ces tableaux emploient une palette de couleurs assez modérée, excluant l'usage du vermillon qui est habituellement typique de la peinture de Rockwell.
Certaines publications, postérieures à la mort de Rockwell, montrent une certaine circonspection quant à la façon dont les organismes gouvernementaux auraient découragé l'action de l'artiste, comme celui-ci l'a toujours affirmé. Elles citent ainsi un échange de courriers le 23 avril 1943 avec Thomas Mabry de l'OIG. Les trois agences de propagande gouvernementale ne sont réunies sous la seule bannière de l'OIG que le 13 juin 1942 par décret présidentiel. Par ailleurs, il apparaît que la division des écrivains qui s'oppose à Rockwell, dirigée par MacLeish, est alors soumise à d'importantes pressions faute de parvenir à transmettre au grand public un message intelligible par tous. 
Une fois achevées, les œuvres de Rockwell sont brièvement exposées à Arlington avant d'être expédiées en janvier 1943 au Post en Pennsylvanie. Roosevelt découvre les tableaux au début du mois de février, quand le Post lui soumet pour approbation la série de tableaux et de textes devant les accompagner. Le président répond en envoyant à la fois une lettre personnelle à Rockwell et un courrier d'approbation officielle au Post daté du 10 février. Il demande au Post de faire traduire les textes dans différentes langues, afin qu'ils puissent être présentés aux chefs d'État et de gouvernement aux Nations-Unies.
Les Quatre Libertés — La liberté de parole, La Liberté de culte, À l'Abri du besoin, À l'Abri de la peur — sont donc publiées au fil de quatre éditions successives du Post en couleurs et en pleine page, la première fois les 20 et 27 février, puis les 6 et 13 mars 1943 en même temps que des textes commandés à des écrivains et historiens américains de premier plan : Booth Tarkington, Will Durant, Carlos Bulosan et Stephen Vincent Benét. Les tableaux originaux mesurent 116 × 90 cm, sauf La liberté de culte qui mesure 117 × 90 cm. Rockwell emploie des modèles vivants pour tous ses tableaux, bien qu'il ait commencé en 1935 à utiliser fréquemment des photographies en noir et blanc de ces modèles, sans d'ailleurs le révéler avant 1940. L'usage de la photographie offre de plus grandes possibilités à l'artiste, qui peut demander à ses modèles de prendre des poses qu'ils seraient incapables de tenir longuement. Il peut également produire des travaux vus sous différentes perspectives : ainsi, dans les Quatre Libertés sont proposés « un contrechamp pour La liberté de parole, un gros plan pour La liberté de culte, un plan moyen pour À l'abri de la peur et un plan large pour À l'abri du besoin ». Cela permet de placer le spectateur, pour chaque tableau, dans un rapport différent avec le sujet.

## Succès immédiat

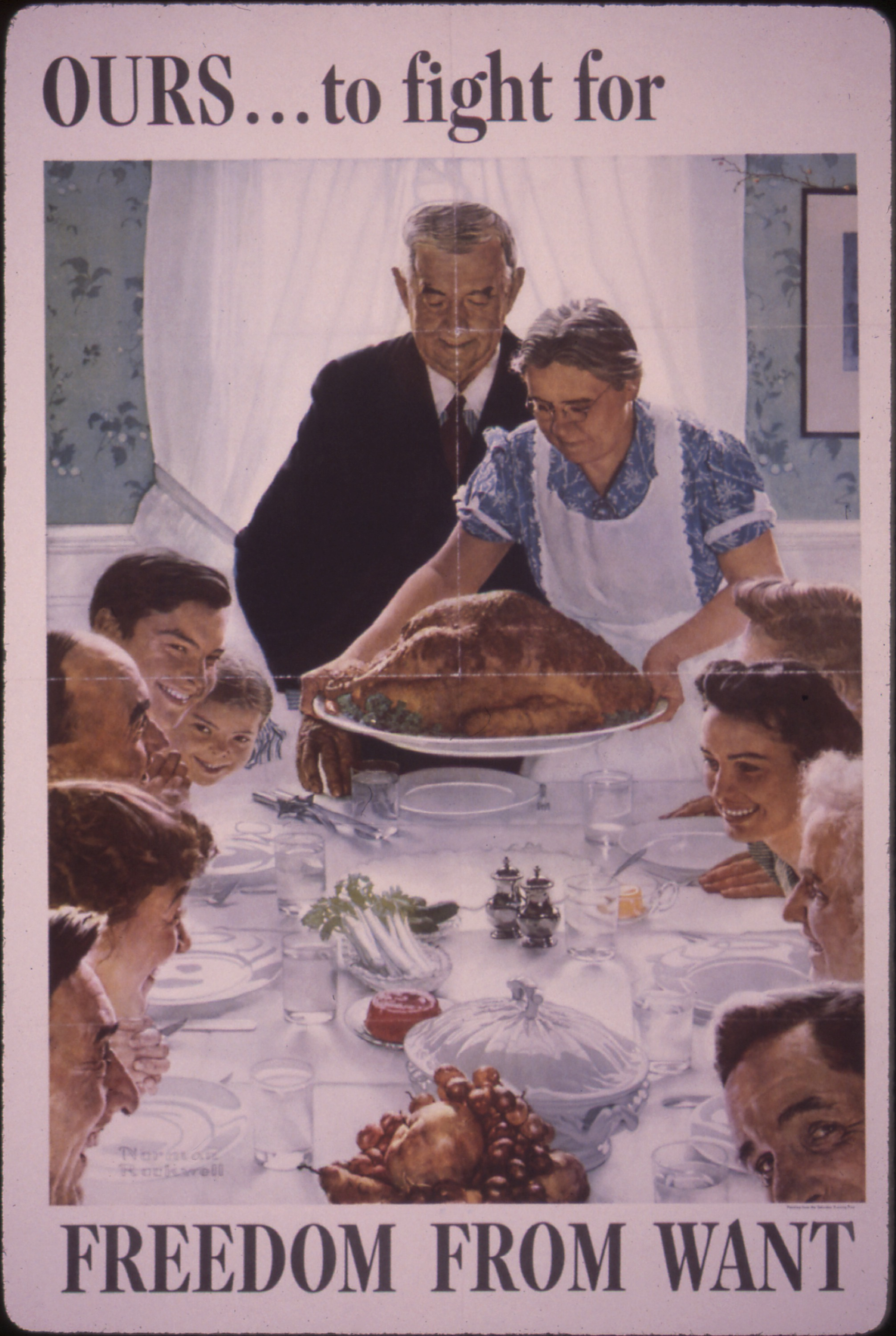
Le tableau À l'Abri du besoin, reproduit sur affiche avec son titre et l'inscription « OURS...to fight for ».

Après la publication de la série de tableaux, le Saturday Evening Post est assailli par des millions de demandes de réimpressions. 25 000 brochures sont imprimées, qui reprennent à la fois les textes et les reproductions en couleur des tableaux et qui sont vendues pour 0,25 $ (soit l'équivalent de 3,42 $ en 2015). Selon Rockwell, c'est face à cette vague de demande populaire que l'OIG décide de produire 2,5 millions de ces brochures. Jusqu'au terme de la guerre, ce sont 4 millions d'affiches qui sont imprimées. Les affiches À l'abri de la peur et À l'abri du besoin portent toutes deux en bandeau la phrase « ours… to fight for » (« c'est à nous… de nous battre pour elle »), tandis que La Liberté de parole et La Liberté de culte arborent le bandeau « Buy War Bonds » (« Achetez des obligations de guerre ») et le nom de chaque liberté est précédé du mot « Save » (« Protégez »). Dans une version lithographique produite en 1946, les quatre tableaux sont tous reproduits avec le même bandeau « ours… to fight for ».
Les Quatre Libertés sont publiées sous forme d'affiches par les services d'imprimerie nationale (United States Government Printing Office) et sous forme de timbres postaux par le service national des Postes. Elles sont exploitées pour illustrer la couverture de lots d'obligations de guerre et de timbres postaux qui sont offerts pendant les spectacles destinés à promouvoir la vente d'obligations de guerre. En dépit de leur homonymie, ces timbres ne doivent pas être confondus avec la série philatélique à 1 cent des Quatre Libertés, créée par un autre artiste et publiée le 12 février 1943. Les versions de Rockwell, quant à elles, ne sont publiées qu'en 1994, à l'occasion du centième anniversaire de la naissance du peintre, sous forme d'un lot de quatre timbres à 50 cents. Le tableau À l'Abri du besoin est utilisé pour illustrer la couverture du livre Norman Rockwell, Illustrator qui paraît en 1946, alors que Rockwell est « au sommet de sa renommée d'illustrateur le plus connu en Amérique ». En 1972, ce livre atteint sa septième édition. 
Bien que les tableaux soient, à l'origine, intimement liés à la doctrine de Roosevelt et à la politique américaine durant la Seconde guerre mondiale, ils prennent par la suite une identité iconique qui leur est propre : ils sont reproduits aussi bien dans des manuels scolaires que sur des cravates, et s'insèrent en profondeur dans le tissu culturel et social du pays. À la fin du XXe siècle, ce sont 25 millions de personnes qui détiennent un exemplaire des Quatre Libertés.
Rockwell explique que la création de la série ne le laisse pas indemne sur le plan émotionnel, et il dit que ses œuvres sont « des tableaux sérieux qui ont pompé toute mon énergie, me laissant hébété et totalement épuisé ». Sa commande suivante, qui consiste à créer la couverture du Post pour le 1er avril, est beaucoup plus facile à produire.
Après la publication des Quatre Libertés, Rockwell reçoit des propositions très diverses. Une députée du Massachusetts, Edith Nourse Rogers, demande au Congrès de déclarer l'existence d'une cinquième liberté : la « Liberté de libre entreprise ». Le président de la Conférence interraciale du Bronx, Roderick Stephens, sollicite Rockwell pour qu'il produise une série de tableaux complémentaire aux Quatre Libertés, qui mettrait en lumière la nécessité d'améliorer les relations entre les différents groupes raciaux dans le pays. Rockwell et Stephens échangent à ce sujet ; au fil de sa carrière, Rockwell aborde effectivement ce sujet des relations interraciales dans plusieurs de ses tableaux, mais pas sous forme d'une nouvelle série.

## En tournée pour les obligations de guerre

Henry Morgenthau, secrétaire d'État au Trésor, est l'initiateur avec Roosevelt de la première tournée des obligations de guerre en 1942.

Entre 1941 et 1946, le département du Trésor des États-Unis organise huit tournées successives pour promouvoir la vente d'obligations de guerre, afin de financer l'effort de guerre américain dans la Seconde Guerre mondiale. Le gouvernement multiplie les formes de réclame, de publicité et de marketing, allant jusqu'à montrer en public des porte-avions. Au cours de la septième tournée, ce sont tous les amiraux et généraux cinq étoiles qui formulent un appel direct à l'achat des obligations de guerre : George Marshall, Dwight Eisenhower, Douglas MacArthur, Jackson D. Arnold, Ernest King, Chester W. Nimitz et William D. Leahy,. Pour la huitième tournée, un bon de guerre commémoratif porte l'effigie de Franklin Roosevelt. Même au sein d'une seule et même tournée, de multiples approches de marketing sont mises en œuvre.
Les tournées pour les obligations de guerre sont alors considérées comme un moyen essentiel de maintenir le moral des citoyens américains, en leur offrant la possibilité de soutenir l'effort de guerre. Elles permettent de relancer le sentiment patriotique et constituent un excellent outil de marketing. Les célébrités qui collaborent à ces campagnes le font à titre bénévole, et la plus grande partie des supports publicitaires sont également offerts gracieusement. La première tournée, qui prend le nom de « Tournée des Emprunts de la Victoire », commence au début de l'année 1942. Elle est lancée par Roosevelt et son secrétaire d'État au Trésor, Henry Morgenthau : elle rapporte 13 milliards de dollars. Toutefois, malgré ce succès, seuls 35 % des Américains comprennent clairement à ce moment quels sont les objectifs de la guerre.
De janvier à avril 1943, le Post et le département du Trésor s'associent pour organiser la deuxième tournée des obligations de guerre, qui vise à exposer les Quatre Libertés à travers le pays. Le Post fait officiellement don des tableaux au département du Trésor, au bénéfice de la tournée ; des milliers de personnes se portent volontaires pour participer à l'organisation, et le Post se charge d'en assurer la promotion. L'OIG s'occupe de l'aspect marketing : des célébrités sont mises à contribution ainsi que le groupe d'écrivains et militants du Hollywood Writers Mobilization afin de produire une dramatique radio en 1943 grâce à leur Free World Theater. Par ailleurs, l'OIG publie et distribue (via les Boy Scouts of America) des affiches des Quatre Libertés vers un réseau de 400 000 revendeurs ; il reçoit quotidiennement 2 000 nouvelles demandes d'impression.
La tournée démarre le 26 avril 1943 au grand magasin Hecht's à Washington. Rockwell est présent pour le lancement ; il pose auprès des ambassadeurs et des différents dignitaires présents, et signe des autographes. En revanche, Morgenthau, qui est alors en froid avec la direction du Post, n'assiste pas à ces cérémonies. Celles-ci se tiennent dans la capitale durant onze jours, et font intervenir de nombreux participants, artistes, chanteurs et défilés militaires. Puis la tournée fait une première halte à Philadelphie, où est célébré le 75e anniversaire du grand magasin Strawbridge and Clothier : des artistes comme Bob Hope et Bing Crosby y font une apparition. Le 4 juin 1943, c'est au Rockefeller Center de New York que la tournée s'arrête, avec la participation de la célèbre Kate Smith. Étape après étape, ce sont 16 grandes villes à travers tout le pays qui accueillent successivement la tournée des Quatre Libertés qui dure en tout plus d'une année, jusqu'au mois de mai 1944. En tout, 1,2 million de personnes viennent voir les tableaux des Quatre Libertés, et chaque acquéreur d'un bon de guerre se voit remettre un ensemble de reproductions en couleurs. 132 millions de dollars d'obligations de guerre sont ainsi levés pour soutenir l'effort de guerre, dont plus de 18 millions pour cette deuxième tournée à elle seule. Le New Yorker estime en 1945 que les Quatre Libertés « sont accueillies par le public avec plus de passion, semble-t-il, que pour tout autre tableau dans toute l'histoire de l'art américain ». C'est ainsi que Rockwell est souvent considéré comme l'un des plus importants contributeurs à l'effort de guerre américain. Toutefois, il ne participe à la tournée que lorsque cela lui convient, et il ne l'accompagne donc pas pendant toute une année.

## Accueil critique

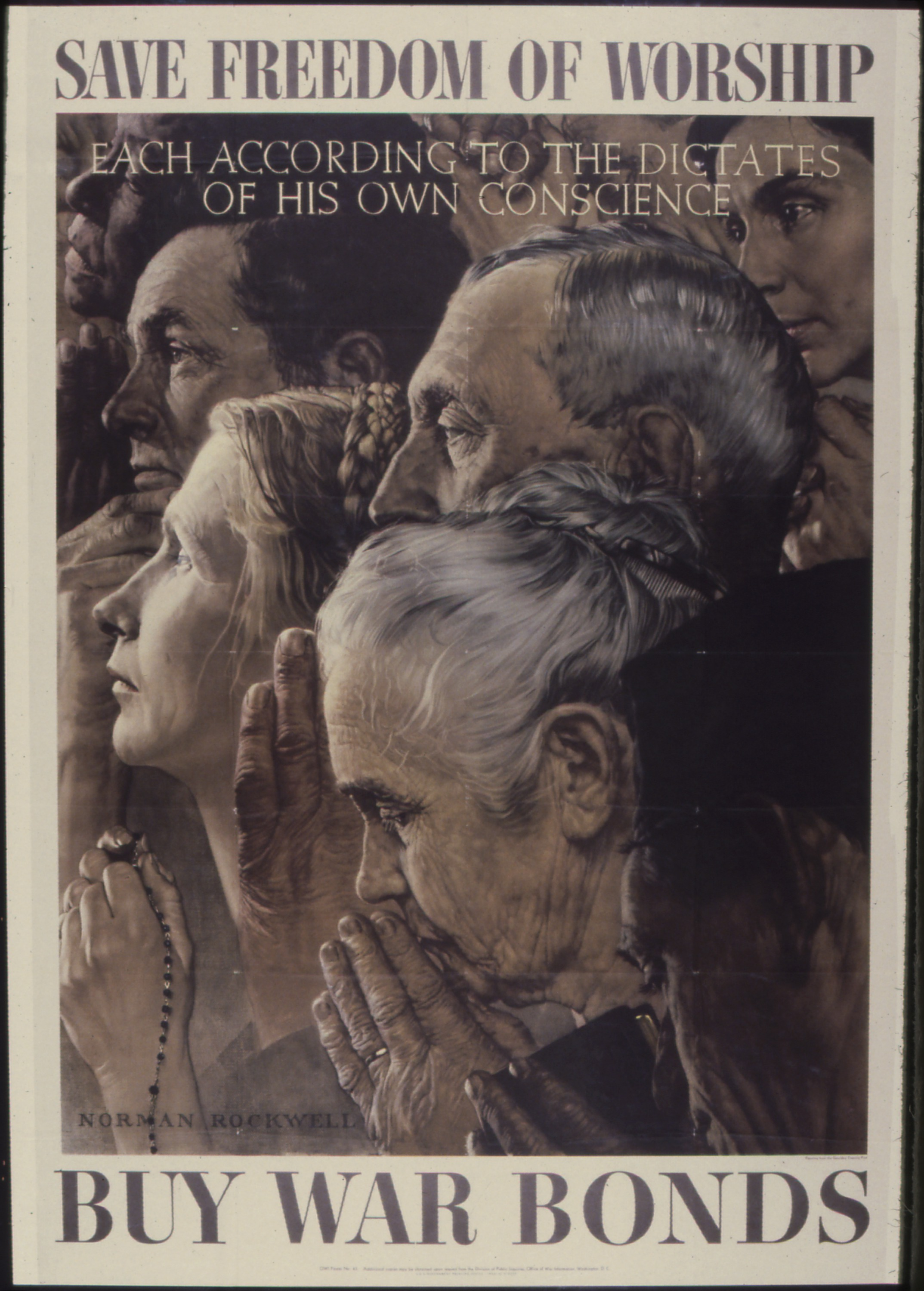
Affiche gouvernementale reproduisant La Liberté de Culte, avec l'injonction à acheter les obligations de guerre.

Malgré le succès populaire rencontré, et bien que les Quatre Libertés fassent partie des œuvres les plus célèbres de Rockwell, elles n'échappent pas à certaines critiques. Christopher Finch, biographe de Rockwell, souligne cependant que c'est une série qui est assez peu représentative de son travail pendant la guerre : l'artiste a plutôt tendance à traiter de sujets légers, avec tendresse et même un certain humour, comme pour la série de Willie Gillis.
Rockwell est parfois qualifié d'exemple-type de « l'artiste américain sans grande portée intellectuelle,
 ». Il est considéré comme un illustrateur plutôt que comme un véritable artiste peintre : malgré une technique très classique, son travail est destiné à la reproduction de masse et vise à transmettre un message collectif à un large public, à travers un style narratif détaillé,. L'immense majorité des œuvres de Rockwell est d'ailleurs vue sous forme de reproductions, et bien peu de ses contemporains ont l'occasion de voir son travail original,. D'autre part, le style qu'affectionne Rockwell — une vision réaliste, dite « régionaliste » de la vie dans les petites villes reculées de la Nouvelle-Angleterre — est parfois perçu en décalage avec la vague grandissante de l'art abstrait,. Pour certains critiques, son réalisme est si direct qu'il s'abstient de toute licence artistique. Le critique d'art du New York Times John Canaday qualifie Rockwell de « Rembrandt de Trifouillis-les-Oies » pour critiquer son rejet des vices et travers de la vie urbaine. Dave Hickey lui reproche sa façon de peindre sans modulation. D'autres critiques estiment que sa vision sentimentale et nostalgique ne correspond pas aux rudes réalités de la vie américaine, surtout au lendemain de la Grande Dépression : pour parvenir à cette image saine, satisfaite et heureuse, il ne retient que les bons aspects et laisse de côté la misère et les difficultés sociales qui existent aussi dans le pays. Mais Christopher Finch atténue la portée de ces critiques en rappelant l'importance du contexte dans lequel Rockwell produit les Quatre Libertés dans un esprit certes assez manichéen : le début des années 1940 aux États-Unis ne représente pas, selon lui, une période particulièrement objective. Rockwell, quant à lui, répond à ce type de critique qu'il peint la vie « telle qu'il voudrait qu'elle soit ». Pour lui, ces tableaux auraient d'ailleurs pu constituer son chef-d’œuvre ; il éprouve à ce sujet une certaine déception, mais il est tout de même satisfait de l'accueil positif du public, ainsi que d'avoir atteint l'objectif patriotique qui était visé ; de fait, cet objectif est pleinement atteint sur le plan financier comme sur le plan politique.
Hibbs, directeur du Post, affirme que les Quatre Libertés sont pour lui « une source d'inspiration… au même titre que la tour de l'Independence Hall que je vois de ma fenêtre, ». Le président Roosevelt écrit ceci à Rockwell : « Je trouve que vous êtes merveilleusement parvenu à transmettre à tout un chacun les réalités simples et quotidiennes que recouvrent les Quatre Libertés… Je vous félicite, non seulement pour l'exécution de votre travail mais aussi pour l'esprit qui vous a poussé à contribuer ainsi à la cause commune pour un monde plus libre et plus heureux, ». Roosevelt écrit également au Post et indique que c'est la première fois qu'il voit une telle représentation graphique de valeurs aussi résolument américaines que ces quatre libertés,. Il écrit enfin, à propos des essais qui accompagnent les tableaux : « Tous ceux qui lisent ces lignes devraient se sentir d'autant plus attachés au mode de vie pour lequel nous nous battons, ».
Le succès commercial de la série de tableaux est notamment dû au fait que chacun d'entre eux est un véritable modèle d'art immédiatement accessible au grand public. Cette accessibilité situe l'ensemble à l'extrême opposé de l'art contemporain des années 1940, sur le plan de la complexité artistique. L’œuvre de Rockwell s'oppose diamétralement à l'art abstrait, et n'a rien de commun avec le surréalisme. Pour Laura Claridge, la série des Quatre Libertés constitue un bon exemple d’œuvre où la somme est plus intéressante que chacune de ses parties : elle juge que l'inspiration qu'on peut éprouver devant l'ensemble provient en partie de son « poids » cumulé.

## Expositions et hommages
Après la tournée des obligations de guerre de 1943-1944, les Quatre Libertés continuent à sillonner le pays à bord d'un train spécialement conçu pour l'occasion. Puis les tableaux reviennent dans les locaux du Saturday Evening Post et sont accrochés dans le bureau de Hibbs tout au long des années 1950. Celui-ci part en retraite en 1961, et lorsque le Post cesse de paraître en 1969, Rockwell reprend possession des Quatre Libertés. En 1973, il fait don des 367 tableaux de sa collection personnelle — y compris les Quatre Libertés — au musée Norman Rockwell, afin de contribuer au « progrès du goût des arts et de l'éducation artistique ». Les tableaux y restent exposés pendant près de 25 ans. En 1993, lorsque le musée Rockwell déménage, les Quatre Libertés sont placées dans la galerie centrale du nouvel établissement, où elles se trouvent depuis. 
Une vaste tournée nationale d'exposition de l’œuvre de Rockwell se déroule de novembre 1999 à février 2002, à travers sept grandes villes ; les Quatre Libertés en constituent l'attrait principal. En 2004, elles sont prêtées à la galerie Corcoran de Washington pour une exposition liée à l'ouverture du mémorial de la Seconde Guerre mondiale. En 2011, le centre Williamson pour la conservation des œuvres d'art effectue quelques interventions sur les tableaux afin de réduire son exposition à différents éléments, et pour limiter leur usure. 
De nombreux autres artistes ont abordé les thèmes des quatre libertés à la suite de Rockwell. Ainsi en 2008, le musée Wolfsonian de l’université internationale de Floride organise une exposition de 80 tableaux par 60 artistes qui traitent de ce même sujet. D’autres artistes comme Thomas Kinkade puisent leur inspiration dans l'approche patriotique de Rockwell et exploitent différents symboles dans leurs propres productions afin de traiter des mêmes thèmes.
En 2019, le Mémorial de Caen lui consacre une exposition intitulée Rockwell, Roosevelt & les Quatre Libertés. Proposée par le musée Norman Rockwell en partenariat avec le Mémorial de Caen, cette exposition fait l’objet d’une tournée, dont la seule présentation hors des États-Unis se fait au Mémorial, en Normandie.